# Czech Connect Airlines
Czech Connect Airlines — колишня чеська авіакомпанія, що базувалася в міжнародному аеропорту міста Острава (Чехія). Припинила діяльність у 2012 році.

## Історія
Авіакомпанія Czech Connect Airlines розпочала свою роботу в рамках Central Connect Group, яка була заснована в 2005 році. ССА була утворена з Central Charter Airlines — чартерного перевізника, що виконує рейси з початку 2010 року, що має в своєму авіапарку 2 — 3 літаки Boeing 737.
Нове ім'я авіакомпанії було підтверджено владою Чеської Республіки на початку 2011 року, і з 1 січня 2011 року ССА перестала бути членом Central Connect Group, почавши функціонування як незалежна компанія. У пріоритеті авіакомпанії перебували регулярні авіаперевезення, доповнюються чартерними перевезеннями.
18 січня 2012 в Крайовий суд Острави було подано заяву про порушення справи про неспроможність авіакомпанії Czech Connect Airlines за рішенням ради директорів авіакомпанії. У зв'язку з цим, авіакомпанія ССА оголосила про припинення своєї діяльності і припинення польотів з 21 січня 2012. 12 липня 2012 року Крайовий суд Острави погодився з реорганізацією компанії, проте її подальша доля залишалася невизначеною.

## Опис
Перші регулярні авіаперевезення авіакомпанії ССА зв'язали регіони Чехії з містами Росії з початку літнього сезону 2011. Влада цивільної авіації Чехії вже призначили авіакомпанію ССА для виконання рейсів Брно -Москва (Домодєдово) — Брно, Брно — Санкт-Петербург — Брно і Карлові Вари — Єкатеринбург — Карлові Вари.
В якості другого кроку розвитку авіакомпанії планувалося сполучення між аеропортами Чехії та країн СНД, що супроводжується відкриттям нових маршрутів на схід, не виконувалися з аеропорту Праги.
Планувалося використання повітряних суден типу Boeing 737-300 з двома класами обслуговування — Комфорт і Економічний.

## Географія польотів
станом на 23 березня 2011
CQ 108 Брно — Москва (Домодєдово)
CQ 109 Москва (Домодєдово) — Брно
CQ 104 Брно — Санкт-Петербург
CQ 105 Санкт-Петербург — Брно
CQ 158 Карлові Вари — Єкатеринбург
CQ 159 Єкатеринбург — Карлові Вари

## Флот
Протягом 2011 року планувалося оновлення флоту — заміна B737 класичної комплектації (300) B737 наступного покоління (700/800)

## Продаж квитків
Продаж здійснювалася через туроператорів, а також через агентів через системи взаєморозрахунків BSP і ТКП.